# Arvicanthis ansorgei
Arvicanthis ansorgei é uma espécie de roedor da família Muridae.
Pode ser encontrada nos seguintes países: Burkina Faso, Guiné-Bissau, Mali, Níger, Senegal, possivelmente Benin, possivelmente Costa do Marfim, possivelmente Gana, possivelmente Guiné e possivelmente Togo.
Os seus habitats naturais são: matagal árido tropical ou subtropical, matagal húmido tropical ou subtropical, campos de gramíneas subtropicais ou tropicais secos de baixa altitude, campos de gramíneas de baixa altitude subtropicais ou tropicais sazonalmente húmidos ou inundados, terras aráveis, pastagens, jardins rurais, terras irrigadas, áreas agrícolas temporariamente alagadas, canais e valas.